# Fosen Yard

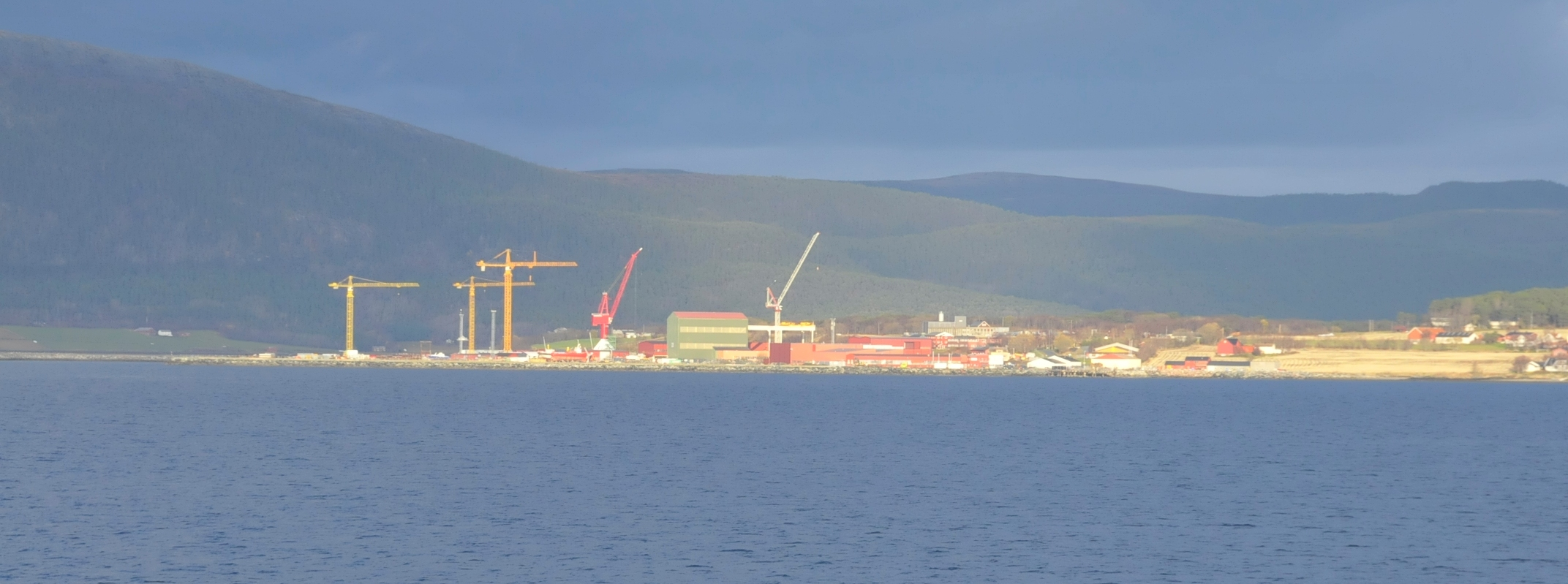
Fosen Yard vom Hurtigruten-Schiff Midnatsol aus gesehen

Fosen Yard ist eine Schiffswerft mit Sitz in Rissa in der norwegischen Gemeinde Indre Fosen am Trondheimfjord. Der Name leitet sich von der Halbinsel Fosen ab, auf der sich der Unternehmenssitz befindet.

## Geschichte
Bereits seit 1918 hatte das Unternehmen Frengen Slip & Motorverksted in Rissa technische Dienstleistungen im Schiffbau angeboten. 1962 kaufte der Norweger Jens Bye den Betrieb und baute ihn zu einer Schiffswerft aus. 1972 verlegte die Werft ihren Standort an die heutige Stelle und wurde in Fosen Mekaniske Verksteder (FMV) umbenannt. FMV A/S befand sich von 1962 bis 2007 im Besitz der Familie Bye. Zur Fosen-Yard-Holding gehören:
- Fosen Mekaniske Verksteder A/S in Rissa, Norwegen
- Landskrona Varvet AB (vormals Bruces Shipyard) in Landskrona, Schweden

Ende April 2008 gab die norwegische Bergen-Gruppe, eine Gruppe von sechs Investoren, die Übernahme der Holding in die Bergen Group Shipbuilding Division bekannt. Danach bis 2014 firmierte das Unternehmen als Bergen Group Fosen.
Das Unternehmen beschäftigte Ende 2008 310 eigene Mitarbeiter, weitere 360 Mitarbeiter waren bei den Zulieferfirmen beschäftigt. Davon sind 250 im Unternehmensteil Bergen Group Fosen sowie 60 bei Bergen Group Landskrona angestellt.
Im Januar 2024 meldete das Unternehmen Insolvenz an.

## Fosen Yard in Deutschland
Im Herbst 2018 übernahm das Unternehmen die Mehrheit der in Emden ansässigen Nordseewerke. Seit April 2019 ist die Werft vollständig im Besitz von Fosen Yard, das Tochterunternehmen firmiert nun als Fosen Yard Emden GmbH. Am 1. Juni 2022 meldete die Emder Werft Fosen Yard Insolvenz an.
Im Jahr 2022 wurde die in Stralsund ansässige Fosen Yard GmbH gegründet, die bis 2024 auf dem Gelände der Volkswerft Stralsund ansässig war. Im August folgte die Insolvenz.

## Gebaute Schiffe (Auswahl)
Die nachfolgende Liste gibt einen Überblick über einen Teil der Schiffe, die bei Fosen Yard entstanden oder fertiggestellt wurden. Die Daten beschreiben die Schiffe zum Zeitpunkt der Ablieferung. Spätere Umbauten sowie Änderungen des Namens bzw. des Eigners sind nicht berücksichtigt.
| Ablieferung | Name             | Baunummer | Vermessung (BRT/BRZ) | Auftraggeber/Eigner/Betreiber      | Bemerkungen                           |
| ----------- | ---------------- | --------- | -------------------- | ---------------------------------- | ------------------------------------- |
| 1973        | Livarden         | 9         | 1.449                | SeaTrans                           | Frachtschiff                          |
| 1977        | Porsøy           | 19        | 1.980                | Ofoten Dampskipsselskap            | Kühlschiff                            |
| 1983        | Ugland Comex I   | 40        | 4.671                | J. Menzies Ltd/Ugland Bros. Ltd    | Offshore-Arbeitsschiff                |
| 1999        | Carthage         | 68        | 31.647               | Compagnie Tunisienne de Navigation | RoPax-Schiff                          |
| 1989        | Fosen            | 32        | 2.835                | Fosen Trafikklag                   | Fähre                                 |
| 1993        | Bergen           | 52        | 16.794               | Fjord Line                         | RoPax-Schiff                          |
| 1994        | Christian Russ   | 59        | 7.167                | Reederei Ernst Russ                | Containerschiff                       |
| 1997        | United Express   | 61        | 12.251               | Birka Cargo                        | RoRo- und Containerschiff (Typschiff) |
| 1998        | Pasiphae         | 67        | 29.968               | Minoan Lines                       | RoPax-Schiff                          |
| 1997        | Ikarus           | 57        | 29.968               | Minoan Lines                       | RoPax-Schiff                          |
| 2000        | Olympic Champion | 69        | 32.694               | ANEK Lines                         | RoPax-Schiff                          |
| 2002        | Trollfjord       | 72        | 16.140               | Hurtigruten ASA                    | Passagier- und RoRo-Schiff            |
| 2002        | The World        | 71        | 43.188               | ResidenSea                         | Kreuzfahrtschiff                      |
| 2003        | Midnatsol        | 73        | 16.151               | Hurtigruten ASA                    | Passagier- und RoRo-Schiff            |
| 2006        | Stena Trader     | 74        | 28.460               | Stena Line                         | RoPax-Schiff                          |
| 2009        | Deep Cygnus      | 81        | 9.423                | Volstad Maritime                   | Offshore-Arbeitsschiff                |
| 2013        | Stavangerfjord   | 87        | 32.491               | Fjord Line                         | RoPax-Schiff                          |
| 2014        | Bergensfjord     | 88        | 32.491               | Fjord Line                         | RoPax-Schiff                          |